# Dinizia excelsa
Dinizia excelsa là một loài thực vật có hoa trong họ Đậu. Loài này được Ducke mô tả khoa học đầu tiên.